# LOMO
LOMO (del ruso: ЛОМО́) o Asociación Mecánica Óptica de Leningrado (Ленинградское Oптико-Mеханическое Oбъединение Leningradskoye Optiko-Mekhanicheskoye Obyedinenie) es un fabricante de instrumentos ópticos avanzados, equipos médicos y de consumo, cámaras, proyectores, lentes, editores de cine y grabadoras de sonido para la producción cinematográfica con sede en San Petersburgo, Rusia. La empresa fue fundada en 1914 y es titular de tres Órdenes de Lenin.

## Historia
La compañía fue fundada en 1914 en Petrogrado (hoy San Petersburgo). Se estableció como una sociedad de responsabilidad limitada francesa de Rusia para producir lentes y cámaras. Fabricó lentes de aumento para armas durante la Primera Guerra Mundial y en 1919 fue nacionalizada. En los años siguientes, las industrias ópticas estatales se reorganizaron varias veces. En 1921, la fábrica fue renombrada Taller de Óptica del Estado (GOZ).
En 1925, la producción de cámaras se reanudó, y se diseñaron varias lentes a prueba entre 1925 y 1929. En 1928, la fábrica recibió la orden de fabricar una cámara de 9x12, conocido como el FOTOKOR. Posteriores reorganizaciones de las fábricas ópticas soviéticas en varias etapas dieron lugar a que la fábrica en Leningrado se convirtiera en GOMZ, la fábrica de óptica y mecánica de Rusia.
Hoy LOMO hace óptica militar, instrumentos de investigación científica, microscopios criminológicos, equipos médicos, y una gama de productos de consumo. Produjo la primera cámara de Rusia en 1930.
Conocida como GOMZ (Planta Estatal Óptico Mecánica), la compañía se transformó bajo la dirección de Mijaíl Panfilov, que unió varias industrias y fundó la empresa LOMO en 1962. Panfilov fue director general hasta 1984, cuando se retiró y fue reemplazado por Georgy Khizha como director general. Entre 1990 y 1997 Ilya Klebanov fue el director general de LOMO.